# جمبوغة (أختاتشي)
جمبوغة (بالفارسية: جمبوغه) هي قرية تقع في إيران في قسم أختاتشي الريفي. يقدر عدد سكانها بـ 390 نسمة بحسب إحصاء 2016.